# Thomas Riedeweg
Thomas Riedeweg (auch: Thomas Rideweg; * im 17. Jahrhundert in Wismar; † 1737) war ein deutscher Glockengießer in Hannover sowie Königlich Großbritannisch und Kurfürstlich Braunschweig-Lüneburgisch bestallter Stückgießer.

## Leben
Zur Familie des im 17. Jahrhundert in Wismar geborenen Thomas Riedeweg zählte der in den 1680er Jahren in Reval verstorbene Bruder Detlof Riedeweg. Nach dessen Tod baten der Wismarer Bürgermeister gemeinsam mit dem Rat der Stadt am 23. August 1686 um eine beschleunigte Zuweisung des Nachlasses des Verstorbenen an Thomas Riedeweg, da dieser „bei dem jüngst hieselbst angelegten Wasserwerk benötiget“ würde.
Für seine Heimatstadt goss Riedeweg beispielsweise für die dortige Marienkirche im Jahr 1695 aus einem alten Kronleuchter einen neuen, später verschollenen.
1697 hatte Riedeweg das Bürgerrecht der Stadt Hannover erworben und begann im selben Jahr als Stück- und Glockengießer zu wirken, wofür er ein eigens hierfür aptiertes Gießhaus nutzte: Das städtische Gießhaus lag anfangs noch am Neuen Tor und wurde 1713 an die Kurfürstlich Hannoversche Kammer verkauft. Erst 1715 wurde für den Glockengießermeister ein neues städtisches Gießhaus vor dem Steintor gebaut. Das Gebäude lag an der Steintorstraße; ein „Joh. Heinr. Schwartze“ ließ dort in unmittelbarer Nachbarschaft zu dem von Riedeweg genutzten Gießhaus ein eigenes Haus errichten.
Unterdessen war im Jahr 1703 der Hauptturm der Wismarer Nikolaikirche eingestürzt, wodurch nahezu alle dort aufgehängten Glocken zerstört worden sind. In der Folge erhielt Riedeweg den Auftrag zum Neuguss. Von diesen von ihm neu geschaffenen Glocken hatten sich Ende des 19. Jahrhunderts noch zwei inklusive ihrer Inschriften erhalten.
Ab 1715 wurden die Glocken der Marktkirche Hannovers nach und nach durch Neugüsse Riedewegs ersetzt. Im selben Jahr wird „als Ersatz für den Verlust des Geländes des städtischen Gießhauses […] ein landesherrliches Gießhaus vor dem Steintor gebaut.“
Im Jahr 1720 oder 1721 war Riedeweg als Nachfolger des bis dahin im Gießhaus in Celle tätigen Stückgießers Johann Philipp Köhler von höchster Stelle gesetzlich gegenüber ausländischen Mitbewerbern protektioniert und konnte auch inländisch zahlreiche Städte, Flecken und Dörfer des Kurfürstentums Hannover mit Glocken beliefern, nachdem ihm der Landesherr und – durch die Personalunion zwischen Großbritannien und Hannover – König Georg II. von Großbritannien und Irland das Privileg zum Glockenguss vor ausländischen und auch vor einheimischen, gleich teuren Glockengießern des eigenen Landes erteilt hatte. Riedewegs Privileg hatte im Mindesten bis 1730 Bestand.
Gemäß seinem letzten Willen gelangte Riedewegs mehr als 400 Seiten und zahlreiche Illustrationen enthaltende Handschrift Mathematische Arbeit und dienliche Anweisung zum Metall-Giessen … am 27. Oktober 1738 in die Königliche öffentliche Bibliothek in Hannover.
1737 bewarb sich Justus Andreas Meyfeld um die Nachfolge Riedewegs.

## Das Gießhaus ab 1740
Nach dem Tode Riedewegs wurde das Stadtgießhaus vor dem Steintor 1740 an einen privat arbeitenden Glockengießer verkauft. Erst 1783 wurde das Gießhaus an der Stelle neu errichtet, an der später die Artilleriekaserne am Steintor erbaut wurde.

## Werke (Auswahl)

### Schriften
- Mathematische Arbeit und dienliche Anweisung zum Metall-Giessen, worin enthalten allerley nutzliche auszgerechnete Tabellen, nebst ihrem Gebrauch, insonderheit vom Bau der Schmeltz-Oefen, von Formen der Kanonen, Mortieren etc., von Einrichtung der Sprützen, von Proportionierung der Glocken nach dem Ton, wobey auch gehandelt wird von der Temperatur der Tone, nebst anderen nutzlichen Aufgaben und Anmerkungen. Handschrift des 18. Jahrhunderts, 410 S., großes Folio, mit vielen Zeichnungen
(„Ex ultimo voluntate defuncti vidua obtulit hunc librum Bibliothecae Regiae inserendum Hannoverae d. 27. Oct. 1738“)[6]

### Gusswerke
- um 1686, Wismar: Beteiligung beim Bau jüngst … angelegten Wasserwerks[7]
- 1697, Hannover: Glocke mit 56 cm Durchmesser für die neue Kapelle in Bemerode[16]
- um 1700: Ausbesserung von 52 Leuchtern in der hannoverschen Schlosskirche nach dem Brand des Leineschlosses und dessen Ausbesserung durch den Bauschreiber Brand Westermann[17]
- 1700, 1701 und 1712, Hannover: die drei Glocken der Aegidienkirche[18]
- ab 1703, Wismar: Neuguss der Glocken der Nikolaikirche[3]
- 1712, Hannover: Glocke mit 70 cm Durchmesser für die Margarethenkirche in Gehrden[16]
- 1714 und 1730, Hannover: zwei Glocken des Klosters Mariensee[18]
- 1715 bis 1723,[18] Hannover: verschiedene Glocken der Marktkirche[10]
- 1726, Hannover: Glocke mit 105 cm Durchmesser für die Kirche in Engelbostel[16]
- 1733, Hannover: Glocke mit 57 cm Durchmesser für die Kapelle in Dehnsen[19][20]
- 1735, Neuguss der großen Glocke der Kirche Burgdorf[21]